# Higiene

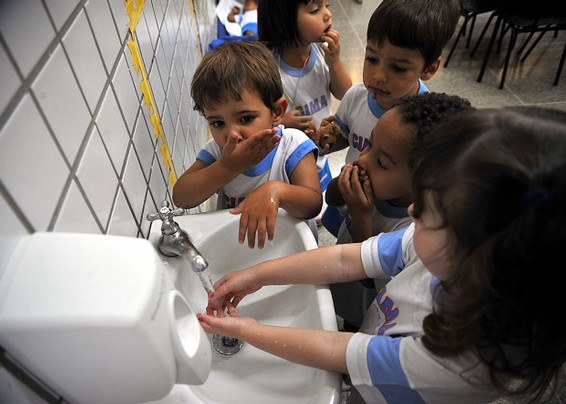
Lavar as mãos, um dos hábitos higiênicos.

 Higiene é o conjunto de conhecimentos e técnicas que visam a promover a saúde e evitar as doenças. Entre as doenças que a higiene procura evitar, estão as doenças infecciosas, contra as quais ela se utiliza da desinfecção, esterilização e outros métodos de limpeza.

## Etimologia
O termo "higiene" se originou do termo francês hygiène, que, por sua vez, se originou do termo grego υγιεινή [τέχνη] (hygieiné [téchne]), que se originou do também grego hygieinós, ou "o que é saudável". Hygieinós se originou do termo grego ὑγιής (hugiēs), "são, saudável". Este último termo também deu origem ao nome da deusa grega da saúde, limpeza e sanitariedade, Hígia.

## Descrição
Consiste na prática do uso constante de elementos ou atos que causem benefícios para os seres humanos. Sanitização advém de sanidade, que, em amplo sentido, significa ordem perfeita de funcionamento. A higiene compreende hábitos que visam a preservar o estado original do ser, que é o bem-estar e a saúde perfeita.
Às técnicas de manutenção e preservação do bem-estar, saúde perfeita e harmonia funcional do organismo, dá-se o nome de hábitos sanitizantes ou hábitos higiênicos.
Muitas das doenças infectocontagiosas existentes são encontradas em locais com baixos padrões de higiene. Elas são contidas pela implementação de padrões de higiene, através da conscientização da população e instrução de novas metodologias que ensinam como a sociedade deve comportar-se em relação à sua higiene. Há quatro tipos de higiene: a pessoal, a coletiva, a mental e a ambiental

## Tipos

### Individual
É um conjunto de hábitos de higiene e asseio com que cuidamos da nossa saúde,que viram normas de vida em carácter individual, como:
- Banho - Tomar banho frequentemente. Existem várias opiniões e estudos sobre a frequência ideal, não havendo uma regra única. A necessidade de tomar banho depende da atividade física e do clima. Segundo os dermatologistas, Zeichner e Ranella Hirsch, "tomar banho demasiadas vezes pode ser prejudicial para a saúde, pois seca e irrita a pele, elimina as bactérias boas e cria pequenas fissuras na epiderme que nos colocam sob maior risco de infeção."[2] Nesse sentido, os dois médicos defendem que os pais não devem dar banho aos filhos todos os dias, visto que a exposição à sujidade em idades mais jovens torna a pele mais forte, prevenindo futuras alergias, inflações e eczemas.  .
- Assepsia - O uso de desodorante é bastante útil, especialmente no verão. No entanto devem ser evitados os que inibem a produção de suor. Segundo vários estudo a utilização de desodorizante pode ser negativa para a saúde, e cita-se o INCA - "Em janeiro de 2004 foi publicado na revista Journal of Applied Toxicology um artigo assinado por pesquisadores da University of Reading, na Grã-Bretanha (GB), demonstrando a presença de altas concentrações de parabenos em tecidos retirados de tumores mamários de mulheres que usavam este tipo" de produtos[3].
- Lavar as mãos - sempre que necessário, especialmente antes das refeições, antes do contato com os alimentos e depois de utilizar a casa de banho.
- Higiene oral - Os dentes e a boca devem ser escovados depois da ingestão de alimentos, usando um creme dental com flúor. Uma higiene inadequada dos dentes dá origem à cárie dentária.
- Água potável - Beber água tratada, mineral ou filtrada.
- Fazer uma alimentação equilibrada, com alimentos mais naturais.

### Coletiva
É o conjunto de normas de higiene implantadas pela sociedade de forma a direcioná-las a um conceito geral de higiene. A higiene coletiva é também um conjunto de normas para evitar nossas doenças e de outras pessoas também, para preservar a vida de todos. Crianças de três a quatro anos de idade tem a capacidade de assimilar e repassar o conhecimento, hábitos saudáveis por meio de ações educativas podem ser absorvidas desde a infância.

### Mental
Dá-se o nome de "higiene mental" à qualquer prática que visa a prevenir doenças mentais. Segundo a teoria psicanalítica, um exemplo de higiene mental é a verbalização: ela evitaria conflitos sociais e doenças psicossomáticas.

### Ambiental
Higiene ambiental é um conceito relacionado com a preservação das condições sanitárias do meio ambiente de forma a impedir que este prejudique a saúde do ser humano. Inclui, por exemplo, cuidar do lixo, varrer a casa, lavar os alimentos antes de comer etc.
(A higiene ambiental precária pode desencadear doenças respiratórias e alérgicas. Para reduzir a manifestação dessas doenças, uma casa que contenha pessoas alérgicas deve estar sempre limpa, livre da poeira, ácaros e fungos. Manter longe de si os bichos de pelúcia, os tapetes e cortinas pode ajudar, assim como manter o lar bem conservado, com paredes bem pintadas, sem infiltrações ou mofo.)